# Trefoldighedskirken (Kristianstad)
 For alternative betydninger, se Trefoldighedskirken (flertydig). (Se også artikler, som begynder med Trefoldighedskirken)
Trefoldighedskirken i Kristianstad i Skåne er opført i årene 1617 – 28 af Christian 4. kort efter grundlæggelsen af Christianstad (byens danske navn) i 1614. Den ligger midt for byens jernbanestation og tæt på Stora torg.
Kirken kan rumme 1.400 personer under de stjerneformede hvælvinger
Kirken er bygget i røde mursten. Der er flere sandstensdekorationer, og portalerne er udsmykkede med statuer. Flere steder ser man Christian 4.s monogram indhugget.